# Saison 2002-2003 du Real Madrid
 (juillet 2022).
Si vous disposez d'ouvrages ou d'articles de référence ou si vous connaissez des sites web de qualité traitant du thème abordé ici, merci de compléter l'article en donnant les références utiles à sa vérifiabilité et en les liant à la section « Notes et références ».
Maillots
Chronologie
Saison précédente Saison suivante
La saison 2002-2003 du Real Madrid est la 72e saison consécutive du club madrilène en première division.

## Récit de la saison
Trois ans après sa prise de présidence, Florentino Pérez poursuit sa politique de recrutement de stars internationales. Dans la continuité des signatures de Luis Figo et Zinédine Zidane, c'est cette fois le Brésilien Ronaldo qui rejoint Madrid, après une Coupe du monde victorieuse est Revenu à son meilleur niveau à 25 ans, l'attaquant revient de nombreuses blessures qui ont jalonné son parcours milanais.
Les madrilènes débutent la saison par une victoire en Supercoupe d'Europe contre le Feyenoord Rotterdam, avant d'entamer une campagne nationale victorieuse. Avec un Ronaldo au sommet de sa forme et empilant les buts, le Real Madrid remporte le titre de champion, en luttant jusqu'à la dernière journée, face à la Real Sociedad de Raynald Denoueix.
En Ligue des champions, le Real perd son titre en s'inclinant lors des demi-finales face à la Juventus Turin. 
Durant l'hiver, le club remporte sa troisième coupe intercontinentale contre l'Olimpia Asuncion. Malgré cette saison réussie, les attentes de plus en plus grandes ont raison de l'entraîneur Vicente del Bosque, qui n'est pas conservé.

## Recrutement

### Arrivées
| Joueur  | Pays   | Âge | Poste     | Type de transfert | Durée        | Indemnité       | Période       | Provenance            |
| ------- | ------ | --- | --------- | ----------------- | ------------ | --------------- | ------------- | --------------------- |
| Ronaldo | Brésil | 25  | Attaquant | Transfert         | 5 ans (2007) | 45 millions d'€ | Mercato d'été | Inter Milan (Serie A) |

### Départs
| Joueur        | Pays     | Âge | Poste  | Type de transfert | Durée | Indemnité | Période       | Provenance                        |
| ------------- | -------- | --- | ------ | ----------------- | ----- | --------- | ------------- | --------------------------------- |
| Sávio         | Brésil   | 29  | Milieu | Prêt              |       |           | Mercato d'été | Girondins de Bordeaux (Ligue 1)   |
| Geremi Njitap | Cameroun | 25  | Milieu | Prêt              |       |           | Mercato d'été | Middlesbrough FC (Premier League) |